# Kompaktarkiv
Ett kompaktarkiv är avsett för lagring av dokument och annat arkivmaterial. Anledningen att det kallas för kompaktarkiv är att det tar upp liten golvyta med hänsyn till den mängd material som lagras. Det ger en kostnadseffektiv förvaring av arkivmaterial utan att göra avkall på lättillgängligheten.
Man lyckas hålla nere golvytan genom att hyllorna är flyttbara. Man får tillgång till en viss hylla genom att man flyttar efter övriga hyllor så att ett utrymme lämnas just vid den önskade hyllan.
Hyllorna flyttas ofta med hjälp av en vev, och de följer då en skena, eller räls, på golvet.